# Miloslav Mečíř (1988)
Miloslav Mečíř (* 20. ledna 1988 Bratislava) je bývalý slovenský profesionální tenista. Na okruhu ATP Tour nevyhrál žádný turnaj. Na challengerech ATP a okruhu ITF získal šest titulů ve dvouhře a dva ve čtyřhře.
Na žebříčku ATP byl ve dvouhře nejvýše klasifikován v listopadu 2013 na 206. místě a ve čtyřhře pak v listopadu 2010 na 282. místě.
Na nejvyšší grandslamové úrovni odehrál jedinou hlavní soutěž na French Open 2014, do níž postoupil z kvalifikace. Ve slovenském daviscupovém týmu neodehrál žádné utkání.
Jeho otcem je bývalý čtvrtý tenista světa Miloslav Mečíř, olympijský vítěz na Soulských hrách 1988.

## Tenisová kariéra
Na juniorském kombinovaném žebříčku ITF byl nejvýše klasifikován na konci března 2006, když mu patřila 83. příčka. V letech 2008, 2009 a 2010 vyhrál s oddílem TK Slovan Bratislava mistrovství smíšených družstev Slovenska.
K sezóně 2014 se pohyboval výhradně na nižších okruzích ATP Challenger Tour a Futures. V kvalifikaci mužské dvouhry US Open 2013 skončil ve druhém kole na raketě Japonce Go Soedy. Na vídeňské události ATP Tour prošel tříkolovou kvalifikací Erste Bank Open. V prvním utkání hlavní soutěže pak zdolal 51. hráče žebříčku Pabla Andújara ze Španělska. V osmifinále však vypadl se zkušenou světovou dvanáctkou a druhým nasazeným Tommym Haasem po nezvládnutých koncovkách obou setů.
V kvalifikaci French Open 2014 si postupně poradil se Španělem Enriquem Lópezem Pérezem, tureckým hráčem Marselem İlhanem a sedmým nasazeným Američanem Timem Smyczekem. Probojoval se tak do jediné hlavní soutěže grandslamu v kariéře. Na úvod pařížské dvouhry však podlehl Němci Tobiasi Kamkemu, když nezvládl závěr úvodní sady a následně dva tiebreaky.

## Finále na challengerech ATP a okruhu Futures
| Legenda                |
| ---------------------- |
| Challengery (1–0 Č)    |
| Futures (6–8 D; 1–2 Č) |

### Dvouhra: 14 (6–8)
| Stav      | Č. | Datum              | Turnaj                                                   | Povrch  | Soupeř ve finále    | Výsledek                  |
| --------- | -- | ------------------ | -------------------------------------------------------- | ------- | ------------------- | ------------------------- |
| Finalista | 1. | 3. prosince 2007   | Czech Republic F5 Futures, Frýdlant nad Ostravicí, Česko | koberec | Konstantin Kravčuk  | 7–6 (7–5), 4–6, 6–7 (3–7) |
| Vítěz     | 1. | 26. ledna 2009     | Austria F3 Futures, Bergheim by Salzburg, Rakousko       | koberec | Nicolas Reissig     | 6–3, 6–4                  |
| Finalista | 2. | 16. března 2009    | Switzerland F3 Futures, Vaduz, Lichtenštejnsko           | koberec | Dustin Brown        | 6–3, 4–6, 6–7 (6–8)       |
| Finalista | 3. | 31. srpna 2009     | Israel F5 Futures, Ramat ha-Šaron, Izrael                | tvrdý   | Noam Okun           | 3–6, 2–6                  |
| Vítěz     | 2. | 8. února 2010      | Israel F3 Futures, Ejlat, Izrael                         | tvrdý   | Thomas Fabbiano     | 6–4, 7–6 (8–6)            |
| Vítěz     | 3. | 26. července 2010  | Great Britain F11 Futures, Chiswick, V. Británie         | tvrdý   | Joshua Milton       | 6–2, 6–4                  |
| Finalista | 4. | 27. června 2011    | Spain F22 Futures, Palma de Rio, Španělsko               | tvrdý   | Arnau Brugués-Davi  | 1–6, 3–6                  |
| Finalista | 5. | 9. června 2012     | F14 Futures, Antalya-Belconti, Turecko                   | tvrdý   | Jan Minář           | 6–4, 6–7 (5–7), 3–6       |
| Finalista | 6. | 30. července 2012  | Slovakia F1 Futures, Piešťany, Slovensko                 | antuka  | Andrej Martin       | 6–1, 6–7 (5–7), 1–6       |
| Finalista | 7. | 27. srpna 2012     | Austria F8 Futures, St. Pölten, Rakousko                 | antuka  | Riccardo Bellotti   | 4–6, 3–6                  |
| Vítěz     | 4. | 12. listopadu 2012 | Czech Republic F9 Futures, Jablonec nad Nisou, Česko     | koberec | Marek Michalička    | 6–4, 3–6, 7–6 (7–3)       |
| Vítěz     | 5. | 21. ledna 2013     | Germany F3 Futures, Kaarst, Německo                      | koberec | Matwé Middelkoop    | 6–2, 7–6 (7–3)            |
| Vítěz     | 6. | 18. března 2013    | Croatia F5 Futures, Rovinj, Chorvatsko                   | antuka  | Dominic Thiem       | 5–5skreč                  |
| Finalista | 8. | 20. ledna 2014     | Germany F3 Futures, Kaarst, Německo                      | koberec | Nikoloz Basilašvili | 6–2, 5–7, 3–6             |

### Čtyřhra: 4 (2–2)
| Stav      | Č. | Datum           | Turnaj                            | Povrch | Spoluhráč      | Soupeři ve finále              | Výsledek          |
| --------- | -- | --------------- | --------------------------------- | ------ | -------------- | ------------------------------ | ----------------- |
| Finalista | 1. | 31. srpna 2009  | Israel F5 Futures, Ramat Ha-šaron | tvrdý  | Marcus Daniell | John-Paul Fruttero G. D. Jones | 6–3, 2–6, [4–10]  |
| Vítěz     | 1. | 25. ledna 2010  | Israel F1 Futures, Ejlat          | tvrdý  | Andrej Martin  | Wu Ti Čang Ce                  | 6–2, 6–3          |
| Finalista | 2. | 1. února 2010   | Israel F2 Futures, Ejlat          | tvrdý  | Andrej Martin  | Cory Parr Todd Paul            | 6–3, 3–6, [5–10]  |
| Vítěz     | 2. | 12. června 2010 | Košice Open, Košice               | antuka | Marek Semjan   | Ricardo Hocevar Caio Zampieri  | 3–6, 6–1, [13–11] |